# Э. Локхарт
Эмили Дженкинс (англ. Emily Jenkins; р. 1967), также пишет под псевдонимом Э. Локхарт (англ. E. Lockhart) — американская писательница детских книг с картинками, подростковых книг и книг для взрослых.

## Личная жизнь
Дженкинс родилась 13 сентября 1967 года в Нью-Йорке. Она выросла в Кембридже, Массачусетс, и Сиэтле, Вашингтон. В старшей школе посещала летнюю драматическую школу Северо-Западного университета и детскую театральную труппу в Миннеаполисе. Дженкинс училась в частной старшей школе Лейксайд в Сиэтле. Она училась в колледже Вассар, где изучала иллюстрированные книги и взяла интервью у Барри Мозера для дипломной работы. Она закончила Колумбийский университет, получив степень доктора английской литературы.
Дженкинс живёт в Нью-Йорке.

## Карьера
Дженкинс пишет книги для подростков под псевдонимом Э. Локхарт. Локхарт — фамилия её бабушки по материнской линии. Первой книгой, которую Дженкинс написала под псевдонимом Э. Локхарт был подростковый роман «Список парней» (англ. The Boyfriend List), вышедший в 2005 году. У этой книги есть три продолжения: «Энциклопедия парней» (англ. The Boy Book) (2006), «Карта сокровищ парней» (англ. The Treasure Map of Boys) (2009) и «Настоящие живые парни» (англ. Real Live Boyfriends) (2010).
Под своим настоящим именем Дженкинс работает с иллюстраторами над созданием детских книг с картинками. Они получили несколько наград.

### Книги для подростков
- 2005 — Список парней. 15 парней, 11 приёмов у психолога, 4 керамические жабки и я, Руби Оливер (англ. The Boyfriend List: (15 Guys, 11 Shrink Appointments, 4 Ceramic Frogs, and Me, Ruby Oliver))
- 2006 — Муха на стене. Как одна девушка видела всё (англ. Fly on the Wall: How One Girl saw Everything)
- 2006 — Энциклопедия парней. Изучение их привычек и поведения, а также техники их приручения (англ. The Boy Book: A Study of Habits and Behaviors, Plus Techniques for Taming Them)
- 2007 — Драмарама (англ. Dramarama)
- 2008 — Позорная история Фрэнки Ландау-Бэнкс (англ. The Disreputable History of Frankie Landau-Banks)
- 2008 — Как быть плохой (англ. How To Be Bad) в соавторстве с Сарой Млиновски и Лорен Миракл
- 2009 — Карта сокровищ парней. Ноэль, Джексон, Финн, Хатч, Гидеон и я, Руби Оливер (англ. The Treasure Map of Boys: Noel, Jackson, Finn, Hutch, Gideon, and Me, Ruby Oliver)
- 2010 — Настоящие живые парни. Да, парни во множественном числе, если бы моя жизнь не была такой запутанной, я бы не была Руби Оливер (англ. Real Live Boyfriends: Yes, Boyfriends, Plural, if my Life weren't Complicated, I wouldn't be Ruby Oliver)
- 2014 — Мы были лжецами (англ. We Were Liars)
- 2017 — Настоящая ложь (англ. Genuine Fraud)

### Книги для взрослых
- 1998 — Сперва язык. Приключения в физической культуре (англ. Tongue First: Adventures in Physical Culture) (набор эссе)
- 2002 — Мистер Ягодицы и гениальный ребёнок (англ. Mister Posterior and the Genius Child)